# Бранимир Пауновић
Бранимир Пауновић (рођен 24. јануара 1943) је српски сликар.

## Биографија
Рођен је 24. јануара 1943. Дипломирао је на Факултету ликовних уметности Универзитета уметности у Београду 1968. године у класи професора Ђорђа Бошана. Активни члан Удружења ликовних уметника Србије је постао 1968. Самостално је излагао у Београду 1968. и 1973. године, а учествовао је на групним изложбама УЛУС-а 1969, 1970. и 1971.